# Bismarck (bojni brod)
Bismarck je bio njemački bojni brod i jedan od najpoznatijih i najčuvenijih brodova Drugog svjetskog rata. Bio je prvi brod svoje klase i dobio je ime po njemačkom kancelaru iz 19. stoljeća Ottu von Bismarcku. Istisnina broda bila je veća od 50 000 tona i tada je bio najveći isporučeni brod.
Bismarck je tijekom svog postojanja sudjelovao u samo jednoj operaciji: ujutro 19. svibnja 1941. zajedno s teškom krstaricom Prinz Eugen napustio je luku Gotenhafen (Gdynia) i zaputio se u operaciju Rheinübung. Tijekom operacije brodovi su trebali presretati i uništiti brodove u konvojima na putu iz Sjeverne Amerike prema Velikoj Britaniji. Prilikom prolaza prema Atlantskom oceanu Bismarcka i Prinz Eugena otkrili su brodovi Kraljevske mornarice što je dovelo do bitke u Danskom prolazu. Tijekom kratke borbe od svega nekoliko minuta potopljena je bojna krstarica HMS Hood, ponos Kraljevske mornarice i zapovjedni brod britanske Domovinske flote, a lakše je oštećen britanski bojni brod HMS Prince of Wales. Sam Bismarck pretrpio je oštećenja zbog kojih je morao smanjiti brzinu na najviše 20 čvorova.  Nakon sukoba koji je zaprepastio britansku javnost, britanski premijer Winston Churchill izdao je naredbu "Potopite Bismarcka!" naređujući Kraljevskoj mornarici neumornu potjeru.
Dva dana kasnije, nadomak sigurnih voda, Bismarck je pogođen torpedom lansiranim s dvokrilca tipa Fairey Swordfish. Dvokrilac je bio zrakoplov s nosača HMS Ark Royal. Pogodak torpedom nije teže oštetio Bismarcka, ali mu je zaglavio kormilo i brod više nije mogao normalno manevrirati. To je omogućilo glavnini britanske flote da sustigne Bismarcka. 27. svibnja 1941., u jutarnjim satima, Bismarck je napadnut i nakon skoro dva sata bombardiranja je potonuo. Uništenje Bismarcka bila je udarna vijest u gotovo svim novinama na svijetu.

## Gradnja i isporuka
Projektiranje Bismarcka počelo je 1933. i trajalo je sve do 1936. godine. Budući da su u to vrijeme Francusku smatrali glavnom prijetnjom njemačkoj ratnoj mornarici, nova klasa bojnih brodova trebala je pratiti izvedbe francuskih brodova tog vremena. Tijekom gradnje trebalo je odgovoriti na cijeli niz pitanja: od kalibra i broja topova do porivnoga sustava, oklopa...
Odlučujući čimbenik uporabe topova kalibra 38 cm na Bismarcku i Tirpitzu bila je odluka francuske mornarice da naoruža svoja četiri bojna broda klase Richelieu topovima od 380 mm (45 Modèle 1935 top). Odlučeno je i da bi za glavnu salvu bilo najbolje upotrijebiti četiri dvostruka tornja, dva pramčana i dva na krmi. Prilikom odabira pogona razmatralo se više opcija: dizelski, parni ili turbo-električni pogon. Odabran je posljednji, jer se pokazao vrlo učinkovitim na dva američka nosača zrakoplova klase Lexington, kao i na francuskom putničkom brodu SS Normandie. Kobilica je položena u brodogradilištu Blohm & Voss u Hamburgu 1. srpnja 1936. godine. Porinut je 14. veljače 1939., a kuma broda bila je Dorothee von Löwenfeld, unuka Otta von Bismarcka. Isporučen je 24. kolovoza 1940., a njime je zapovijedao kapetan bojnog broda (Kapitän zur See) Ernst Lindemann. U trenutku isporuke Bismarck je bio najveći ratni brod. Prema planu njemačke ratne mornarice, on je trebao biti dijelom odreda brzih bojnih brodova koji bi pratili veće bojne brodove u glavnoj borbenoj liniji. Početkom rata 1939. povećani su zahtjevi u njemačkoj ratnoj industriji te se tada odustalo od tog plana. Zbog toga se došlo na ideju da se Bismarck upotrijebi kao oruđe za prekid trgovačkog puta. Brod je bio dobro odabran za tu ulogu, bio je brži od svih bojnih brodova britanske mornarice te je imao vrlo dobar doplov za to doba, bolji od ijednoga britanskog ratnog broda.

### Viši časnici na brodu
- zapovjednik flote: admiral Günther Lütjens (za operaciju Rheinübung)
- načelnik stožera flote: kapetan bojnog broda Harald Netzband (za operaciju Rheinübung)
- zapovjednik: kapetan bojnog broda Ernst Lindemann
- prvi časnik: kapetan fregate Hans Oels
- navigacijski časnik: kapetan korvete Wolf Neuendorff
- upravitelj stroja: kapetan korvete dipl. ing. Walter Lehmann
- prvi topnički časnik: Adalbert Schneider[14]

## Proboj u Atlantik (Operacija Rheinübung)
Bismarck je završio pripreme za svoj zadatak u Atlantiku u Gdanjskom zaljevu napunivši gorivo gotovo do maksimuma. Napustio je luku Gotenhafen (sada Gdynia) te se rano ujutro 19. svibnja 1941. uputio na svoj prvi (i jedini) zadatak kodnog imena Rheinübung (njem. Rhein-vježba, Rhein=Rajna). Pratila ga je teška krstarica Prinz Eugen. Ostali veći brodovi koji su trebali sudjelovati u akciji nisu bili dostupni zbog kvarova ili ratnih oštećenja. U tu su skupinu spadali bojni brodovi Gneisenau i Scharnhorst. Brod blizanac Bismarcka, Tirpitz, koji je također bio planiran za ovu operaciju, nije još bio prošao ni probnu vožnju. Usprkos svim tim problemima misija je nastavljena pod zapovjedništvom admirala Günthera Lütjensa. Nijemci su imali različite zadaće: uništiti što više savezničkog brodovlja što bi primoralo Britaniju da makar privremeno obustavi konvoje, te nadoknaditi nedovoljnu prisutnost njemačkih podmornica u Atlantiku. Zadaća je bila i preusmjeriti britanske pomorske snage iz Mediterana i time smanjiti rizik invazije na Kretu, kao i olakšati opskrbu i pojačanja njemačkim snagama (Afrički korpus) u Africi pod zapovjedništvom generala Rommela. Osim toga prisutnost borbene grupe primorala bi britansku mornaricu na pojačane ophodnje ratnih brodova, a time i njihovu ranjivost. Za prvi dio putovanja prema Sjevernome moru odabrana je ruta kroz Baltičko more sve do Norveške, umjesto kraće rute kroz Kielski kanal.
Britanci su već u travnju 1941. doznali putem sustava Ultra (dešifriranje kodnih poruka Enigma) o njemačkom zračnom nadzoru Danskoga prolaza i baze Kraljevske mornarice Scapa Flow, kao i o isporuci karata Atlantika Bismarcku (Britanci nisu dešifrirali ni jednu poruku Enigma poslanu s Bismarcka niti prema njemu i odredu brodova tijekom operacije Rheinübung). Zbog toga su radarima opremljeni britanski teški krstaši nakon nadopune gorivom na Islandu poslani u ophodnju Danskim prolazom. Budući da britanska Domovinska flota nije bila opremljena za nadopunu gorivom na moru, morala je čekati potvrđeno opažanje neprijatelja prije nego što krene u akciju. Dana 20. svibnja 1941. švedska krstarica-nosač hidroaviona HMS Gotland susreo je i pratio njemačku bojnu skupinu na putu prema sjeverozapadu, prolazeći pored Göteborga. Norveški časnik na službi u Stockholmu doznao je o ovom opažanju od švedske obavještajne službe te je o tome obavijestio britanskoga vojnog atašea koji je poruku proslijedio Admiralitetu: "Naj izravnije. Kattegat danas 20. svibnja u 15:00 dva velika ratna broda praćena trima razaračima, pet brodova za pratnju, deset ili dvanaest zrakoplova, prošli Marstrand kurs sjeverozapad 2058/20. svibnja 1941. B-3 ponavljam B-3". (Kod "B-3" je bila naznaka pošiljatelja da nije siguran u preciznost i pouzdanost izvješća jer su podatci bili precizniji i kvalitetniji nego ijedan podatak koji je zaprimio u godinu dana svoje službe.
Britanski Admiralitet je, upozoren ovom porukom, 21. svibnja u 330 zatražio zračno izviđanje kod norveške obale. Izviđački zrakoplov Spitfire s pilotom Michaelom Sucklingom pronašao je i fotografirao Bismarcka u fjordu Grimstad (60°19.49′N 5°14.48′E / 60.32483°N 5.24133°E), pored Bergena u 13.15. To se zbilo niti dva sata od dolaska Bismarcka i Prinz Eugena. Nakon zaprimanja potvrde o točnosti prvobitne informacije, britanska domovinska flota upućuje bojni brod HMS Prince of Wales i bojnu krstaricu HMS Hood, zajedno s pratnjom razarača prema Islandu. Četiri druge krstarice su trebale zapriječiti pristup sjevernom Atlantiku kroz Danski prolaz kao i kroz prolaz između Islanda i Farskih otoka.
Pojedine knjige o Bismarcku spominju i opažanje norveških agenata 20. svibnja koje su zaprimili Britanci. Ova tvrdnja iznesena je 1967. u knjizi The Greatest Gamble (Najveće kockanje). 
Autor knjige, Per Hansson utvrdio je u svojoj knjizi da je Admiralitet primio poruku o opažanju radio porukom norveškog agenta Gunvalda Tomstada. Radio stanica je bila njegove (kućne) izrade, a navodno je upotrebljavao napuštene strujne vodove za antenu. Točnost ove tvrdnje je dovedena u pitanje jer za nju ne postoje čvrsti dokazi. Britanske i norveške vlasti negiraju da su tajni agenti bili umiješani bilo prije, bilo tijekom operacije Bismarck, te napominju da norveški pokret otpora nije imao radio stanicu niti mogućnosti za brzu komunikaciju s Britanijom ili Švedskom u svibnju 1941., te da je ta veza uspostavljena tek 1942.
Bismarckova naređenja nisu zahtijevala nadopunu gorivom u Bergenu (Prinz Eugen je to morao napraviti), te je zapovjednik Lutjens to propustio napraviti premda je proveo cijeli dan u fjordu Grimstad. Ovo će se kasnije pokazati kao značajan propust i imat će značajne posljedice za Bismarcka, posebno znajući da je isplovio iz Gotenhafena s količinom goriva manjom od maksimuma i već je bio potrošio devetinu goriva tijekom putovanja do Norveške. Lütjens je znao da ga tanker Weissenberg čeka u Arktičkom krugu, udaljenom nešto više od jednog dana plovidbe. Također, njegova odluka da se zaustavi u Bergenu bila je u suprotnosti s namjerom da se ide izravno prema Arktiku i Weissenbergu. Osim toga, potrošio je jedan dan i izvrgao se opasnosti da ga otkriju britanski izviđači.
21. svibnja u 19.45 Lütjens je isplovio, te se ujutro 22. svibnja rastao od pratnje razarača. Brzinom od 24 čvora plovio je na sjever a zatim na sjeverozapad preko Norveškog mora prema Grenlandu i Danskom prolazu između Islanda i Greenlanda, gdje je trebao ući u Atlantik. Ovaj obilazak bio je u suprotnosti s preporukom da se plovi izravno prema Atlantiku, tj. prema prolazu između Islada i Farskih otoka. Pored toga, ruta plovidbe je bila previše južno za sastanak s tankerom Weissenberg da bi se nadopunilo gorivo. Ova ruta je omogućila Bismarcku i Prinz Eugenu da ostanu neprimjećeni tijekom boravka u polarnom krugu. Lutjens se osim toga nadao da će mu u proboju u Atlantik pomoći i magla, ali njegove nade se nisu ostvarile.
Zračno izviđanje 22. svibnja je potvrdilo da je Bismarck isplovio iz Bergena. Nakon ove informacije isplovio je borbeni dio domovinske flote koji je uključivao bojni brod HMS King George V i nosač zrakoplova Victorious. Odredu bojnih krstarica koji je išao prema Islandu naređeno je da pokrije Danski prolaz. Izviđanje fjorda trebalo je biti priprema za zračni napad. Zrakoplovi RAF-a bili su spremni za misiju, ali brodova više nije bilo.
U večernjim satima 23. svibnja, njemačku postrojbu otkrile su teške krstarice HMS Suffolk i HMS Norfolk koje su bile u ophodnji u Danskom prolazu tražeći njemačku flotu. HMS Norfolk prišao je preblizu njemačkim brodovima i došao u domet teških topova s Bismarcka s kojeg je otvorena vatra koja je ubrzo postala precizna. HMS Norfolk je umalo nastradao kada je granata s Bismarcka, odbivši se od površine mora pogodila zapovjedni most. Nesreća je izbjegnuta samo srećom jer granata nije eksplodirala. Znatno slabije britanske krstarice su se povukle na sigurnu udaljenost na kojoj su nastavili slijediti njemačku flotu u očekivanju dolaska pojačanja. Zbog trzaja teških topova Bismarcku je otkazao pramčani radar, te je Lütjens naredio da Prinz Eugen plovi ispred Bismarcka te tako osigura radarsku pokrivenost dijela ispred brodova. Ovaj manevar je kasnije zbunio britanske snage koje nisu imale pouzdane podatke o položaju brodova, a njihovi obrisi su u daljini bili jako slični.

## Bitka u Danskom prolazu
U subotu 24. svibnja oko 5:30 ujutro njemački odred brodova je prolazio Danskim prolazom. Hidrofoni na brodu Prinz Eugen otkrili su prisutnost još dva broda lijevo od svoje pozicije. U 5:45 oba broda su bila u vidnom polju, ali njemačke snage nisu uspjele identificirati neprijateljsko brodovlje. To je bio odred brodova koji se sastojao od novog bojnog broda Prince of Wales, i ostarjele bojne krstarice HMS Hood, kojima je zapovijedao kontraadmiral Lancelot Holland. HMS Prince of Wales je tek bio završen i još su se na njemu izvodili pojedini radovi (isplovio je sa stotinjak radnika koji su ga opremali). HMS Hood je bio izgrađen kao bojna krstarica, a kasnije je ojačan da bi dobio zaštitu kao bojni brod, međutim još uvijek je imao relativno tanku i slabu zaštitu palube. Nijemci nisu bili iznenađeni što su ih britanci otkrili, ali nisu očekivali velike brodove.
U 5:49 Holland je naredio da se paljba usmjeri prema prvom brodu u neprijateljskom konvoju, vjerujući da je to Bismarck. Zapovjednik broda HMS ce of Wales je ubrzo primijetio grešku i promijenio svoju metu, uz odobravanje kontraadmirala Hollanda. Ta informacija nije došla do zapovjedništva bitnice na brodu HMS Hood prije nego što su oni ispalili prvi plotun. Hood je ispalio prvi plotun u bitci u 5.52, a nedugo nakon toga slijedio je plotun s broda HMS Prince of Wales. Udaljenost njemačkih brodova bila je otprilike 20 km. Prvi plotun s Hooda pao je blizu Prinz Eugena, te je prouzročio manja oštećenje krmenih kupola koj su bili pogođeni gelerima.
Više od dvije minute prošlo je od britanskih plotuna do naređenja zapovjednika Lindemanna da se otvori paljba na prvi britanski brod.  Nijemci su taj brod identificirali kao HMS Hood prilikom njegovog okreta prema njima u 5:55. Okret je izveden u pokušaju da se brod postavi u zonu imuniteta, tj. u pojas unutar kojeg je izravna vatra, kao i padajuća vatra neprijatelja relativno neučinkovita. Približivši se neprijatelju, HMS Hood bi bio manje ranjiv te bi se također smanjila prednost nadmoćnog njemačkog topništva. Nedostatak ovog manevra je da je prilikom približavanja osam od osamnaest teških topova bilo zaklonjeno i time neupotrebljivo u bitci.
Bismarck  i Prinz Eugen su otvorili vatru na Hooda na udaljenosti od 17,6 km. Paljba s njemačkih brodova na velikoj udaljenosti je bila vrlo precizna i u roku dvije minute Hood je pogođen najmanje jednom granatom od 8 cola ispaljenom s broda Prinz Eugen. Bogodila je britanski brod kod glavnog jarboli uzrokovala veliku vatru koju je Hoodova posada pokušala kontrolirati. Prinz Eugen je tijekom borbe pogodio Hooda tri puta. Istovremeno, Bismarck je također bio pogođen od strane broda HMS Prince of Wales, te su mu oštećeni pramčani tankovi goriva i curilo mu je gorivo. Zbog toga Lütjens naređuje da se paljba usmjeri prema brodu HMS Prince of Wales. Preživjeli s broda Bismarck, Baron Burkard von Müllenheim-Rechberg u početku je tvrdio da je Bismarcka pogodio HMS Hood svojim trećim plotunom, međutim jednako je vjerojatno da je Bismarcka pogodio HMS Prince of Wales pošto je HMS Hood ciljao na Prinz Eugena većim dijelom sukoba a nakon promjene mete većina granata je pala između neprijateljskih brodova. U 5:54 razdaljina je bila smanjena na 22,000 yardi (20 km); u 05:57 je bila samo 19.000 yardi (17 km). Bismarck je tada ispalio svoj četvrtim plotun, nalo dalje po krmi HMS Hooda. U isto vrijeme Holland naređuje okret od 20° lijevo. Prije nego što se brod počeo okretati brod je ispalio peti plotun u 05:59:30.
U 6:00 Hood je bio u tijeku okretanja lijevo da bi mogao djelovatio svim oruđima na Bismarcka. U tom trenutku pogođen je po sredini broda s jednom ili više granata petog plotuna ispaljenog s Bismarcka na udaljenosti od 16.500 yardi (15,1 km). Ubrzo potom, veliki vatreni stup izbio je iz utrobe Hooda praćen eksplozijom koja je prepolovila brod. Dijelovi su padali na brod Prince of Wales, udaljen 400 yardi (365 m). Hoodov krmeni dio se uzdigao i potopio malo prije pramčanog dijela, sve u roku od tri minute. Admiral Holland i 1.415 članova posade je potonulo skupa s brodom. Samo su tri osobe preživjele: Ted Briggs, Bob Tilburn i Bill Dundas. Njih je dva i pol sata kasnije spasio razarač Electra. Britanski admiralitet kasnije je zaključio da je najvjerojatnije objašnjenje za potonuće Hooda proboj 15-colne granate s Bismarcka u spremište streljiva koja je izazvala katastrofalnu eksploziju.
Prince of Wales se odmah morao okrenuti prema njemačkoj floti da bi izbjegao udaranje u ustatke Hooda. Tijekom okreta bio je pogođen nekoliko puta vatrom njemačkih oruđa. Istovremeno vatra s Princa of Walesa oštetila je Bismarcka. Nakon potonuća Hooda, britanski bojni brod se okreće, ispušta dimnu zavjesu i počinje napuštati bitku, pucajući iz krmenih topova. Paljba je bila pod ručnim upravljanjem pošto je sustav okretanja kupola bio zaglavljen zbog pogodaka (sedam ukupno, tri s broda Prinz Eugen) i mehaničkih otkazivanja.
U 6.03 Prinz Eugen, koji je do tada ispalio 183 granate kalibra 20,3 cm, izvještava o uočenoj buci propelera koja dolazi s desne strane, iz smjera 279° i 220°. Bismarck i  Prinz Eugen su primorani u manevre izbjegavanja i ubrzo su ugledali hidroavion Sunderland. premda je zapovjednik Lindemann htio nastaviti potjetu za brodom Prince of Wales i dokrajčiti ga Admiral Lütjens je zanemario njegovu napomenu jer bi zadržavanje i potjera povećavali vjerojatnost susreta s drugim teškim neprijateljskim brodovima. Tijekom ove bitke koja je trajala kraće od 20 minuta Bismarck i njegov pratitelj uništili su jedan neprijateljski brod, a drugi natjerali u bijeg.

U 8:01 Bismarck je javio sljedeće Grupi Sjever:
Sections XIII-XIV. Električno postrojenje Br. 4 oštećeno. Kotao Br. 2 lijevo pušta vodu, ali je još operabilan. Najveća brzina 28 čvorova [52 km/h]. Danski prolaz, širina 50 nautičkih milja [93 km]. Plutajuće mine. prepoznali dva neprijateljska radara. Namjera: otići u Saint-Nazaire.
Loša obavještajna procjena dovela je Nijemce da povjeruju da Prince of Wales još nije spreman za akciju, zbog toga su izvještaji s Bismarcka o drugom neprijateljskom brodu spominjali King George V, prvi brod te klase koji je bio u službi već nekoliko mjeseci.
Usprkos oduševljenju na Bismarcku bojni brod nije bio u sigurnoj situaciji. Britanci su znali njegov položaj, njegov pramčani radar je bio neispravan, primio je tri pogotka, od kojih je jedan prouzročio curenje vode u tankove goriva, te time je zagadio njegove zalihe goriva. Da bi smanjio potrošnju goriva Bismarck je morao smanjiti brzinu na najviše 20 čvorova (37 km/h). Lütjens je na kraju odlučio da mora ići prema francuskoj obali, prema luci Saint Nazaire gdje bi se brod popravio u suhom doku. Istovremeno je odlučio da Prinz Eugen sam nastavi zadatak napada na konvoje. Britanci su nastavili slijediti njemačku flotu, s tri broda, bojnom brodu Prince of Wales su se pridružile teške krstarice Norfolk i Suffolk. Da bi omogućio Prinz Eugenu da neopaženo pobjegne, Lütjens naređuje okret prema progoniteljima, kako bi ih natjerali da uzmaknu. Plan je uspio iz drugog pokušaja u 18.14, te je Prinz Eugen izišao van dometa radara britanske pratnje. Dva su se broda rastala uz pozdrav s Bismarcka: "Dobar lov"."

## Potjera
Odlučni da osvete potapljanje Hooda, Britanci su angažirali sve raspoliožive postrojbe u lov na Bismarcka. Tijekom predvečeri 24. svibnja manja grupa dvokrilnih torpednih bombardera Swordfish iz 825. Pomorskog zračnog odreda s nosača Victorious izvršila je napad na Bismarcka. Jedan pogodak je usmrtio jednu osobu na Bismarcku (prvi smrtni slučaj na brodu), a sama šteta na brodu je bila neznatna. Međutim, manevriranje radi izbjegavanja i stalna paljba protuavionskih oruđa uzrokovali su pogoršanje stanja na starim oštećenjima, zapore koje su zaustavljale prodor vode na prijašnjim oštećenjima na pramcu su popustile te je došlo do prodora vode. Brtve na oštećenim pregradama su također popustile, što je dovelo do potpunog poplavljivanja pramčane kotlovnice, koja je napuštena. Poplavljivanje odjeljka je uronilo pramac i time otežalo plovidbu broda. Lütjens je naredio smanjivanje brzine na 16 čvorova (30 km/h) dok se zapore ne poprave.
Neko vrijeme Bismarck je bio pod nadzorom dalekometnih britanskih radara. Dne 25. svibnja oko 03:00, brod je iskoristio cik-cak plovidbu neprijatelja i izvršio okret u smjeru kazaljke na satu od tri četvrtine kruga iza svojih progonitelja, u pokušaju da pobjegne prvo na istok, a zatim na jugoistok. Kontakt na radarima je izgubljen skoro četiri sata, ali Nijemci nisu bili svjesni te činjenice. Lütjens je iz nepoznatih razloga, vjerojatno vjerujući da je Bismarck još pod nadzorom neprijatelja (usprkos izvješću poslanom od Grupe Zapad koja govori drugačije), izvršio polusatnu radio komunikaciju sa zapovjedništvom, koja je zahvaljujući presretanju i plotiranju omogućila britancima da otprilike odrede položaj Bismarcka, kao i njegov kurs. Usprkos tome, krivo plotiranje na brodu King George V, gdje je bio Admiral John Tovey, zapovjednik britanske Domovinske flote, dovelo je potjeru previše sjeverno. Bismarck je zbog toga mogao neometano napredovati ka Francuskoj i sigurnosti tijekom 25./26. svibnja.
Britancima se sreća osmjehnula 26. svibnja. Zrakoplov za izviđanje priobalja Catalina iz 209. odreda RAF-a koji je poletio iz svoje baze Castle Archdale na Lough Erne u Sjevernoj Irskoj tijekom rutinskog izviđanja mora i obale zamijetio je Bismarcka po naftnoj mrlji koju je ispuštao. Dojavio je njegovu poziciju Admiralitetu i od tada je njegova pozicija postala poznata britanskim snagama. Britanci su poslali sve raspoložive snage u potjeru, iako su morali naći način da uspore Bismarcka ako su ga htjeli sustići van dosega njemačkih zrakoplova i zaštite koju su mu oni mogli pružiti. Sve nade britanaca sada su bile usmjerene u Borbenu grupu H kojoj su glavne snage činili nosač zrakoplova HMS Ark Royal, bojna krstarica HMS Renown i krstarica HMS Sheffield. Ova borbena grupa pod zapovjedništvom Admirala Jamesa Somervillea, bila je upućena sjeverno iz Gibraltara.
Te večeri u 19:25 u vrlo lošim vremenskim uvjetima, Ark Royal je lansirao svoje zrakoplove tipa Fairey Swordfish u još jedan napad. Prvi val zrakoplova je greškom ciljao krstaricu Sheffield koja je slijedila Bismarcka. Premda je izgubljeno dosta vremena zbog ovog krivog napada, u konačnici se ova pogreška pogazala dobrodošlom za britance jer je ustanovljena greška na magetskim detonatorima torpeda koji su uporabljeni u napadu na Sheffield. Zbog greške su detonatori zamijenjeni kontaktnim detonatorima za napad na Bismarck. Swordfish zrakoplov kojim je pilotirao podporučnik John Moffat u svom posljednjem napadu, u skoro potpunom mraku u 21.05, pogodio je torpedom Bismarcka i tako mu zaglavio kormilo i uređaj za kormilarenje. Bismarck nakon ovog pogotka više nije mogao manevrirati, nagnuo se ulijevo i mogao je ploviti jedino u velikom krugu u smjeru brodova King George V i Rodney. Oba ova bojna broda su bila u potjeri za Bismarckom i dolazili su sa zapada.  Nakon dugotrajnih neuspješnih pokušaja da oslobode kormilo, zapovjedništvo flote je prihvatilo bezizglednu situaciju te su poslali nekoliko poruka zapovjedništvu mornarice. Lütjens je poslao svoju zadnju poruku: "Brod bez mogućnosti manevriranja. Borit ćemo se do zadnje granate. Živio Fuhrer". Cijena koju su britanci platili je bila pet oštećenih zrakoplova tipa Swordfish, jedan bez mogućnosti popravka".
Tijekom noći 26. na 27. svibnja Bismarck je bio cilj neprestanih torpednih napada razarača tipa Tribal a to su HMS Cossack, HMS Sikh, HMS Maori i HMS Zulu, kao i poljskog Piorun. Bismarck je djelomično oštetio britanske razarače, na razaraču Zulu topnički potporučnik je izgubio ruku od gelera kada je granata pala na pramčani dio, ali nije eksplodirala. Na brodu Cossack granata je otkinula radio antenu. Stalni napadi Britanaca su iscrpili umorne Nijemce i tako umanjili njihov moral.
Ark Royal i Renown imali su sreću te noći. Britanski brodovi su bili u dometu podmornice U-556 pod zapovjedništvom poručnika Herberta Wohlfartha, s kojom je Bismarck imao vježbe u Baltičkom moru Podmornica je bila u povratku sa zadatka i nije imala niti jedan torpedo s kojim bi mogla napasti neprijatelja. U-556 je ostala u području i nadzirala je događaje, te je navodila ostale njemačke podmornice prema području u kojem se nalazila. Kako je podmornica bila pri kraju s gorivom, na kraju je morala napustiti Bismarcka i vratiti se u Lorient.

## Potonuće
Dne 27. svibnja oko 8:00 ujutro bojni brodovi Rodney i King George V su se približili na 21 NM od Bismarcka, te su imali neprijatelja osvijetljenog jutarnjim suncem u pozadini. U tom trenutku vidljivost je bila samo 10 NM, a stanje mora 4–5. Vjetar je puhao iz smjera od 320° (odnosno iz smjera Sjeverozapada) a snaga vjetra je bila 6-7.
Rodney je plovio prema sjeveru tako da je njegova paljba bila usmjerena po dužini Bismarcka, dok je King George V išao bočno. Otvorili su vatru točno u 8:47. Bismarck je uzvratio paljbom koja je bila neprecizna zbog nemogućnosti manevriranja i popriličnog lijevog bočnog nagiba. Osim toga, smanjena brzina Bismarcka od samo sedam čvorova olakšavala je britancima ciljanje i omogućavala veću preciznost. Sve je to utjecalo na to da je Bismarck ubrzo nekoliko puta pogođen. Teške krstarice HMS Norfolk i HMS Dorsetshire su se ubrzo priključile borbi.
U 9:02 250 mm granata s broda Norfolk je pogodila glavnu artiljerijsku prostoriju, usmrtivši pri tome topničkog časnika Adalberta Schneidera koji je bio odlikovan tog jutra zbog svoje uloge u potapanju Hooda. U 9:08 teška granata s broda Rodney pogodila je pramčane kupole Bismarcka (kupole su se zvale Anton i Bruno), te onesposobila Bruna. Sljedeći plotun je onesposobio pramčanu postaju upravljanja, te je usmrtila većinu viših časnika. Krmene kupole Caesar i Dora, nastavile su paljbu pod ručnim upravljanjem. U 9:21 Dora je oštećena i izbačena iz uporabe. Posada kupole Anton uspjela je ispaliti posljednji plotun u 9:27. U 9:31 kupola Caesar ispalila je svoj posljednji plotun nakon kojeg je pogođena i onesposobljena. Taj plotun je oštetio bojni brod Rodney, zaglaviviši torpedne cijevi. Bismarckovi plotuni su bili usmjereni prema bojnom brodu Rodney koji je bio stariji brod od dva u napadu (možda su se nadali sličnom uspjehu kao i s HMS Hoodom). Kada je admiral Guernsey to vidio komentiro je riječima: "Hvala nebu, pucaju na Rodnija". Bismarck nije uopće prijetio bojnom brodu King George V, i u trenutku kada se spremao ispaliti plotun na njega pogođena je glavna topnička prostorija i zapovjedništvo gađanja.
Topovi na Bismarcku su ušutjeli nakon samo 44 minute. Sada su se britanski brodovi približili radi preciznijeg gađanja, a prednjačio je Rodney koji je došao na samo 3 km.
Bismarck je i dalje viorio svoj plamenac, usprkos nadmoćnom neprijatelju i izgubljenoj situaciji na brodu nije bilo znakova moguće predaje. Kako su britanski brodovi bili pri kraju s gorivom, Rodney, King George V i razarači su poslani natrag u baze. Ostao je Norfolk koji nije imao torpeda i Dorsetshire koji je ispalio 3 torpeda od 21 palca. Gornji dijelovi Bismarcka bili su kompletno uništeni, ali su njegovi strojevi još radili, poremda smanjeno zbog kontaminacije sustava morskom vodom.
Bismarck je potonio krmom prema dolje, u 10:39 tog jutra. Dorsetshire i Maori su se zaustavili da pokupe preživjele, ali su nakon nekog vremena napustili to područje (i preživjele s Bismarcka) zbog uzbune koja je dana zbog navodnog opažanja podmornice. Sljedećeg su jutra podmornica U-74 i njemački meteorološki brod Sachsenwald pokupili 5 preživjelih. Konačna bilanca je 1.995 poginulih od posade od 2.200 ljudi .

## Spominjanja u Wehrmachtberichtu
Sljedeća izvješća su objavljena u svezi Bismarcka od strane Wehrmachtberichta (Dnevnog izvješća oružanih snaga). Ona sadrže određene netočnosti koje se pripisuju propagandnim učincima. Naime Bismarck nije oborio niti jedan britanski zrakoplov a također nije potopio niti ozbiljno oštetio niti jedan neprijateljski razarač. Razarač o kojem je riječ u izvješšću je HMS Mashona, potopljen od strane Luftwaffe-a 28. svibnja.
| Datum                       | Izvorne riječi upotrebljene u izvješću Wehrmachtberichta | Hrvatski prijevod |
| --------------------------- | --- | --- |
| Nedjelja, 25. svibnja 1941. | Wie ebenfalls durch Sondermeldung bekanntgegeben wurde, stieß ein deutscher Flottenverband unter Führung des Flottenchefs Lütjens im Seegebiet um Island auf schwere britische Seestreitkräfte. Nach einem kurzen schweren Gefecht versenkte das Schlachtschiff "Bismarck" den britischen Schlachtkreuzer "Hood," das größte Schlachtschiff der britischen Flotte. Ein weiteres Schlachtschiff der neuesten englischen "King George"-Klasse wurde beschädigt und zum Abdrehen gezwungen. Die deutschen Seestreitkräfte setzten ohne Verluste ihre Operation fort. | Kako je također spomenuto u posebnom izvješću, njemačka pomorska postrojba pod zapovjedništvom zapovjednika flote Lütjensa susrele su kod Islanda jake britanske pomorske snage. Bojni brod "Bismarck" potopio je bojni krstaš "Hood," najveći ratni brod britanske flote, nakon kratke i teške borbe. Drugi ratni brod, nove engleske klase brodova "King George" je oštećen i prisiljen na povlačenje. Njemačke pomorske snage nastavljaju svoje operacije bez gubitaka.                                                            |
| Srijeda, 28. svibnja 1941.  | Wie schon gestern bekanntgegeben, wurde das Schlachtschiff "Bismarck" nach seinem siegreichen Gefecht bei Island am 26. Mai abends durch den Torpedotreffer eines feindlichen Flugzeuges manövrierunfähig. Getreu dem letzten Funkspruch des Flottenchefs Admiral Lütjens ist das Schlachtschiff mit seinem Kommandanten Kapitän zur See Lindemann und seiner tapferen Besatzung am 27. Mai vormittags der vielfachen feindlichen Übermacht erlegen und mit wehender Flagge gesunken.                                                                             | Kako je izvješćeno jučer, bojni brod "Bismarck," nakon njegove pobjedničke bitke kod Islanda, pogođen je 26. svibnja torpedom s neprijateljskog zrakoplova i ne može manevrirati. Po posljednjoj poruci zapovjednika flote Admirala Lütjensa, bojni brod je poražen od strane nadmoćnih neprijateljskih snaga i potopljen 27. svibnja prije podne, s dignutom zastavom (Naponena: Spuštanje zastave u pomorskoj tradiciji znači predaju), skupa sa svojim zapovjednikom kapetanom bojnog broda Lindemannom i njegovom hrabom posadom. |
| Četvrtak, 29. svibnja 1941. | Das Schlachtschiff "Bismarck" schoß am Abend des 24. Mai fünf britische Flugzeuge ab, versenkte in der Nacht zum 27. Mai einen der angreifenden feindlichen Zerstörer und schoß einen weiteren in Brand. | Bojni brod "Bismarck" uvečer 24. svibnja oborio je pet britanskih zrakoplova, potopio je razarač koji ga je napadao 27. svibnja, te pogodio još jednoga koji je izgorio. |